# HD 50123
HD 50123，又名CD-31 3717，SAO 197263、HR 2545，是一颗恒星，视星等为5.7，位于銀經241.64，銀緯-14.07，其B1900.0坐标为赤經6h 46m 36.5s，赤緯-31° -14.07′ 22″。